# Никасо, Антонио
Антонио Никасо (итал. Antonio Nicaso, 1964 года рождения) — итальянский писатель, преподаватель в университете, исследователь, спикер и консультант правительственных и правоохранительных органов в Италии и за рубежом, международный эксперт по вопросам организованной преступности.
Антонио Никасао известен как эксперт по калабрийскому преступному синдикату «Ндрангета».
Никасо живет и работает в Северной Америке. Преподает в университете Квинс в городе Кингстон (Онтарио), предметы «Социальная история организованной преступности в Канаде» и «Культура мафии и сила символов, ритуалов и мифов». Он также преподает в Университете Святого Иеронима в Ватерлоо (Онтарио) и Итальянской школе Миддбержского колледжа в Окленде (штат Калифорния) в Соединенных Штатах. Является содиректором отдела исследований в области судебной семиотики в Колледже Виктория (Университет Торонто).
Никасо опубликовал около 30 книг, одна из них «Глобальная мафия» была опубликована в 1995 году, касалась международных преступных сообществ.
Он заседает в Консультативном совете Центра Натансона по транснациональным правам человека, преступности и безопасности в Йоркском университете (Торонто); в Международном консультативном совете Итальянского института стратегических исследований «Никколо Макиавелли» в Риме, а также в Экспертном консультативном комитете по притеснению, шантажу и насилию в бандах в Монреале . Он также является президентом Центра школы и культуры, предлагающей курсы в Италии и курсы за рубежом.

## Деятельность
Антонио Никасо начал карьеру в качестве журналиста печатных изданий и телевидения, писал о местных преступных итальянских явлениях, таких как Ндрангета, Коза Ностра и Каморра. Позже он продолжил расширять сферу своей компетенции написанием работ о международных преступных организациях на английском и итальянском языках.
С более чем 30 опубликованными работами, многие из которых переведены на разные языки, Никасо можно считать одним из ведущих авторитетов в различных аспектах международных преступных организаций.
Одна из его последних публикаций «Люди дела: Культура мафии и сила символов, ритуалов и мифов», в который Антонио пытается развеять миф тиражируемый в кино, телевидении и СМИ, как людей чести и бесстрашия, в которой анализируется использование языка, норм поведения и правил, связанные с теми, кто участвует в организованной преступности. Вторая его книга, «Бизнес или кровь: Последняя война босса мафии Вито Риззуто» была экранизирована в сериал под названием «Дурная кровь» («Bad Blood»), в котором Энтони Лапалья сыграл Вито Риззуто, Пол Сорвино — Николо Риззуто и Ким Коутс — Деклан Гардинер. Сериал вышел осенью 2017 года.

## Публикации

### На английском
- «Бизнес или кровь: Последняя война босса мафии Вито Риззуто» (англ. Business or Blood: Mafia Boss Vito Rizzuto's Last War, Random House, 2015. Co-authored with Peter Edwards.)
- «Люди дела: Мафиозная Культура и сила символов, ритуалов и мифов» (англ. Made Men: Mafia Culture and The Power of Symbols, Rituals, and Myth, Rowman & Littlefield Publishers, Lanham, 2013. Co-authored with Marcel Danesi)
- «Ангелы, братки и нарко-террористы: растущая угроза глобальных криминальных империй» (англ. Angels, Mobsters and Narco-Terrorists: The Rising Menace of Global Criminal Empires, John Wiley and Sons, Toronto, 2005. Co-authored with Lee Lamothe, and translated into French)
- «Рокко Перри: История самого известного Бутлегера Канады» (англ. Rocco Perri: The Story of Canada's Most Notorious Bootlegger, John Wiley and Sons, Toronto, 2004. Translated in Italian)[14]
- «Родословные: подъем и падение мафиозной королевской семьи»(англ. Bloodlines: the Rise and the Fall of the Mafia's Royal Family, Harper Collins, Toronto, 2001. Translated into French)[15][16]
- «Глобальная Мафия: новый мировой порядок организованной преступности» (англ. Global Mafia: The New World Order of Organized Crime, Macmillan Canada, Toronto, 1995. Co-authored with Lee Lamothe, and translated into French, Dutch, Hungarian and Indonesian)
- «Смертельная Тишина: Убийства Канадской Мафии» (англ. Deadly Silence: Canadian Mafia Murders, Macmillan Canada, Toronto, 1993. Co-authored with Peter Edwards)[17]

### На итальянском
- «Золотые реки» (итал. Fiumi d'oro, Mondadori, 2017. Co-authored with Nicola Gratteri)
- «Обман Мафии» (итал. L'Inganno della Mafia, Rai-Eri, 2017.Co-authored with Nicola Gratteri)
- «Отец и покровитель. Как ндрангета стала правящим классом» (итал. Padrini e Padroni. Come la 'ndrangheta è diventata classe dirigente. Mondadori, 2016)
- «Мафия» (итал. Mafia. Bollati Boringhieri, 2016)
- «Белое золото. Рассказы о людях, незаконных оборотах и деньгах из империи кокаина» (итал. Oro Bianco. Storie di uomini, traffici e denaro dall'impero della cocaina. Mondadori, 2015. Co-authored with Nicola Gratteri)
- «Злые языки: старые и новые кодексы мафии» (итал. Male Lingue: Vecchi e nuovi codici delle mafie. Pellegrini, Cosenza, 2014. Co-authored with John B. Trumper, Marta Maddalon and Nicola Gratteri)
- «Следы охотников: истории методов расследования на месте преступления» (итал. Cacciatori di tracce: storie di tecniche di investigazione sulla scena del crime", Utet, De Agostini, Novara, 2014. Co-authored with Sergio Schiavone)
- «Святая вода» (итал. Acqua Santissima: La Chiesa e la 'Ndrangheta: storie di potere, silenzi e assoluzioni, Mondadori, Milano, 2013. Co-authored with Nicola Gratteri. Translated into French: Sainte Mafia: Église et 'Ndrangheta: une histoire de pouvoir, de silence et d'absolution)
- «Говорить и не сказать, десять заповедей Ндрангеты в словах ее членов» (итал. Dire e non dire, I dieci comandamenti della 'ndrangheta nelle parole degli affiliati, Mondadori, Milan, 2012. Translated into French)
- «Мафия объяснила молодым людям» (итал. La mafia spiegata ai ragazzi, Milan, 2011. Co-authored with Marco Pignotti)
- «Правосудие — это нечто серьезное» (итал. La giustizia è una cosa seria, Mondadori, Milan, 2011)
- «Моя борьба против Ндрангеты» (итал. La malapianta, la mia lotta contro la 'ndrangheta, (My Fight Against the 'ndrangheta) Mondadori, Milan, 2009)[18]
- «Козенца: кровь и ножи» (итал. Cosenza: 'ndrine, sangue e coltelli, Pellegrini Editore, Cosenza, 2009)
- «Великий обман: анти-ценности Ндрангеты» (итал. Il Grande Inganno: I disvalori della 'ndrangheta, Pellegrini Editore, Cosenza, 2008)
- «Ндрангета: корни ненависти» (итал. Ndrangheta: Le radici dell'odio, Aliberti, Reggio Emilia, 2007 and 2010)
- «Без чести: антология литературных текстов по Ндрангете» (итал. Senza Onore, antologia di testi letterari sulla 'ndrangheta, Pellegrini Editore, Cosenza, 2007)
- «Братья по крови: история и бизнес Ндрангеты» (итал. Fratelli di sangue, Storia e affari della ‘ndrangheta, la mafia più potente del mondo, Mondadori, Milan, 2008. Translated into Spanish, Dutch and Slovak)
- «Братья по крови: Ндрангета между отсталостью и современностью: от агро-пастырской мафии до содержания под стражей» (итал. Fratelli di sangue, La 'ndrangheta tra arretratezza e modernità: da mafia agro-pastorale a holding del crimine, Pellegrini Editore, Cosenza, 2006)
- «Мафия и я: правда Джулио Андретти» (итал. Io e la mafia: la verità di Giulio Andreotti, Vibo Valentia, 1995)
- «Ндрангета: филиалы Калабрийской мафии» (итал. ‘Ndranghete: le filiali della mafia calabrese, Monteleone, Vibo Valentia, 1994. Co-authored with Diego Minuti)
- «Узурпаторы и Узурпированные» (итал. Gli usurpatori e gli usurpati, Pellegrini Editore, Cosenza, 1990)
- «Истоки Ндрангеты» (итал. Alle origini della 'ndrangheta: la picciotteria, Rubbettino, Cosenza, 1990)